# Mura di Giglio Castello
Le mura di Giglio Castello costituiscono il sistema difensivo dell'omonimo borgo dell'Isola del Giglio.

## Storia
La cinta muraria fu costruita in epoca medievale dagli Aldobrandeschi, contemporaneamente ai lavori di realizzazione della rocca; durante il dominio pisano, la cerchia medievale fu ulteriormente fortificata.
In epoca rinascimentale ci furono varie incursioni piratesche, la più grave della quale fu condotta nel 1544 e causò gravissimi danni al sistema difensivo di Giglio Castello. I Medici, che all'epoca controllavano l'isola oramai già da tempo, dovettero così effettuare grandi interventi di restauro per ripristinare la cinta muraria difensiva. Altre opere di riqualificazione e potenziamento delle mura furono fatte alla fine del Cinquecento su progetto dell'ingegnere militare Alessandro Pieroni: proprio questi interventi comportarono l'aumento dell'altezza della cortina muraria e la costruzione del camminamento di ronda che determinarono la perdita di quasi tutte le originarie merlature che caratterizzavano precedentemente il sistema difensivo.
Ulteriori interventi di restauro furono effettuati nel 1800 dopo l'ennesima incursione piratesca che causò altri danni alle cortine murarie; proprio in quel periodo fu decisa l'apertura di un'altra porta, rigorosamente protetta da dispositivi di sicurezza, visto che non era più sufficiente la Porta della Rocca, che fino ad allora era l'unica a consentire l'entrata e l'uscita dal borgo.
Dopo un prolungato periodo di degrado tra la fine dell'Ottocento e la prima metà del Novecento, l'intera cinta muraria fu riportata agli antichi splendori da un restauro effettuato nell'immediato dopoguerra, a cui seguì un altro restauro conservativo tra la fine degli anni settanta e l'inizio degli anni ottanta.

## Descrizione

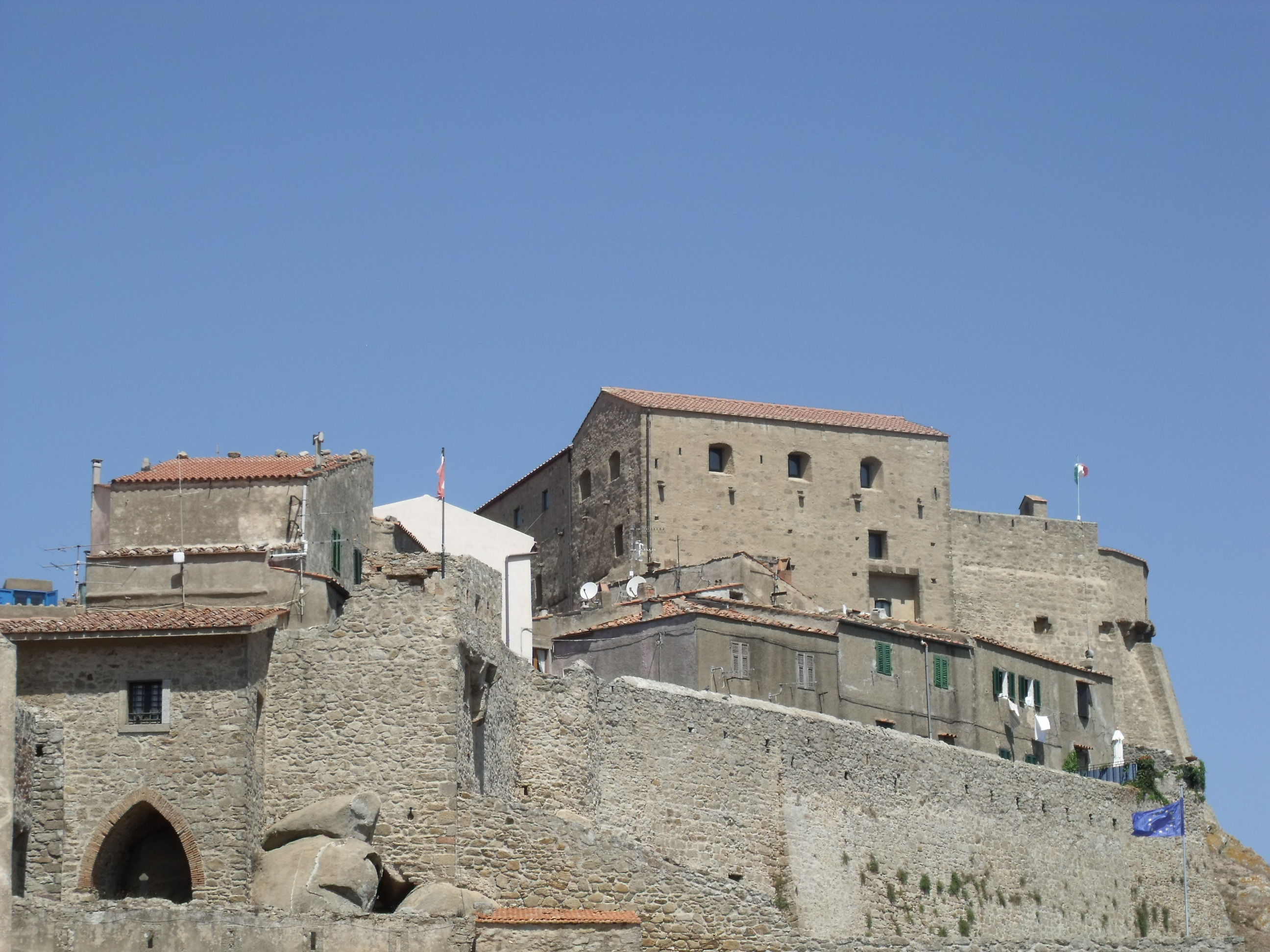
Tratto delle mura con la Porta della Rocca e la Rocca Aldobrandesca in posizione dominante

Le mura di Giglio Castello si sviluppano lungo un perimetro, che nell'insieme ha una forma irregolarmente ellittica, la cui lunghezza totale risulta leggermente superiore ad un chilometro. Le cortine murarie, ben conservate, circondano completamente l'intero borgo, inglobando il complesso dell'antica rocca aldobrandesca nella parte più elevata nord-orientale. Le cortine murarie si presentano interamente rivestite in pietra, con basamento a scarpa, e si snodano ad altezze diverse adattandosi alle caratteristiche orografiche del poggio su cui sorgono; alcuni tratti risultano coronati dalle originarie merlature sommitali, mentre in alcuni punti si sono perfettamente conservati i caratteristici camminamenti di ronda che furono aggiunti durante gli interventi di riqualificazione tardocinquecenteschi. Lungo il perimetro delle mura si elevano dieci torri di avvistamento, munite di basamento a scarpa, che sporgono sul alto esterno. Le sette torri a base quadrangolare risalgono al periodo medievale, essendo state innalzate dagli Aldobrandeschi e dai Pisani; le tre torri a base semicircolare furono aggiunte in epoca rinascimentale durante gli interventi di restauro effettuati dai Medici. Sulle pareti delle torri e di vari tratti della cortina muraria si aprono alcune feritoie e troniere che servivano per funzioni di attacco e di difesa attiva in caso di incursione nemica. L'accesso al borgo è possibile attraverso una delle porte che si aprono lungo la cerchia muraria. Tra queste, la Porta della Rocca immette nella rocca aldorandesca; presenta, sul lato esterno, uno stemma collocato al centro dell'arcata soprastante. Una seconda porta venne aperta lungo le mura durante i lavori di restauro del 1800, mentre altre tre porte furono aperte attorno alla metà del secolo scorso